# Pikk Hermann
Pikk Hermann (el Gran Hermann) és una torre del Castell de Toompea, que s'alça al pujol de Toompea a Tallinn, la capital d'Estònia. La primera part de la torre fou construïda entre els anys 1360-70. Posteriorment, la torre es va reconstruir fins a una alçada de 45,6 m al segle xvi. Hom pot arribar al capdamunt de la torre mitjançant una escala de caragol de 215 graons.
La torre de Pikk Hermann és situada al costat de l'edifici del Parlament d'Estònia, i la bandera d'Estònia que oneja al cim de la torre, a 95 msnm és un dels símbols de la sobirania del país.
La bandera, que mesura 191 cm per 300 cm, s'issa mentre sona l'himne nacional quan surt el sol (però no abans de les 7 del matí), i es recull quan el sol es pon (però no més tard de les 10 de la nit). Mentre la bandera baixa, s'escolta la cançó popular «Mu isamaa on minu arm».